# Christoph Scriba
Pour les articles homonymes, voir Scriba.
Christoph J. Scriba (6 octobre 1929 - 26 juillet 2013) est un historien des mathématiques allemand.

## Biographie et carrière
Scriba est né à Darmstadt et a étudié à l'Université Justus-Liebig de Giessen. Il a lu les premiers écrits de James Gregory sur le calcul infinitésimal avec Joseph Ehrenfried Hofmann (en), et a obtenu son doctorat en 1957. En continuant avec J. E. Hofmann, et avec Bernard Sticker, il a étudié les textes de John Wallis à Oxford, en 1966, et contribue aux Studies on the Mathematics John Wallis.
Scriba enseigne ensuite à l'Université du Kentucky, à l'Université du Massachusetts à Amherst et à l'Université de Toronto, de 1959 à 1962. Il est devenu président du département d'Histoire des mathématiques de l'Université technique de Berlin en 1969. Puis, en 1975, il est devenu professeur d'histoires de sciences naturelles et de mathématiques à l'Université de Hambourg et directeur de l'Institut jusqu'à sa retraite en 1995. Son successeur est Karin Reich.
Scriba est membre du comité exécutif de la Commission internationale d'histoire des mathématiques et son président de 1977 à 1985. Il a été membre de la compagnie Jungius à Hambourg, de l'académie Leopoldina, de l'Académie internationale d'histoire des sciences, et, depuis 1995, de l'Académie des sciences de Göttingen. En 1993, il a reçu le Prix Kenneth O. May de la Commission internationale d'histoire des mathématiques. Il a eu parmi ses étudiants de doctorat Eberhard Knobloch. Il est décédé en juillet 2013 à Hambourg.

## Publications
- The Concept of Number – a chapter in the history of mathematics, with applications of interest to teachers, BI university, 1968
- Éditeur avec Philip Beeley: La Correspondance de John Wallis, 2 volumes, Oxford University Press
- Publié par Joseph Dauben : Writing the History of Mathematics—its historic development, Birkhauser, 2002.
- Peter Schreiber: Geometry 5000 years – history, culture, people, Springer, 2004
- Studies on the mathematics of John Wallis (1616–1703): angular divisions, combining theory and number theory problems. Dans l'annexe, les livres et les manuscrits de Valais. Wiesbaden 1966 (habilitation à diriger des recherches)
- Par Edouard Seidler, Wieland Berg (Éditeur): The elite of the nation in the Third Reich – The ratio of scientific academies and their environment to Nazism, colloque de la Leopoldina, 1995.
- éd avec Menso Folkerts, David E. Rowe, S. S. Demidov: Amphora : Publication commémorative pour Hans Wussing à l'occasion de son 65e anniversaire, Birkhäuser 1992